# In Gesprek op 7
In Gesprek op 7 is een live en interactief praatprogramma op de zondagavond op Family7. Het programma wordt gepresenteerd door Evert ten Ham.
In 2015 startte het programma met de mogelijkheid voor kijkers om live te bellen en hun zorgen te delen. Het programma was een vervolg op BiechtTV dat begon in het najaar van 2014 waarin men belde om iets op te biechten. Elke late zondagavond gaat Ten Ham samen met sidekicks in gesprek met bellers.